# Dolicholana elongata
Dolicholana elongata là một loài chân đều trong họ Cirolanidae. Loài này được H. Milne-Edwards miêu tả khoa học năm 1840.